# Timothy Zahn

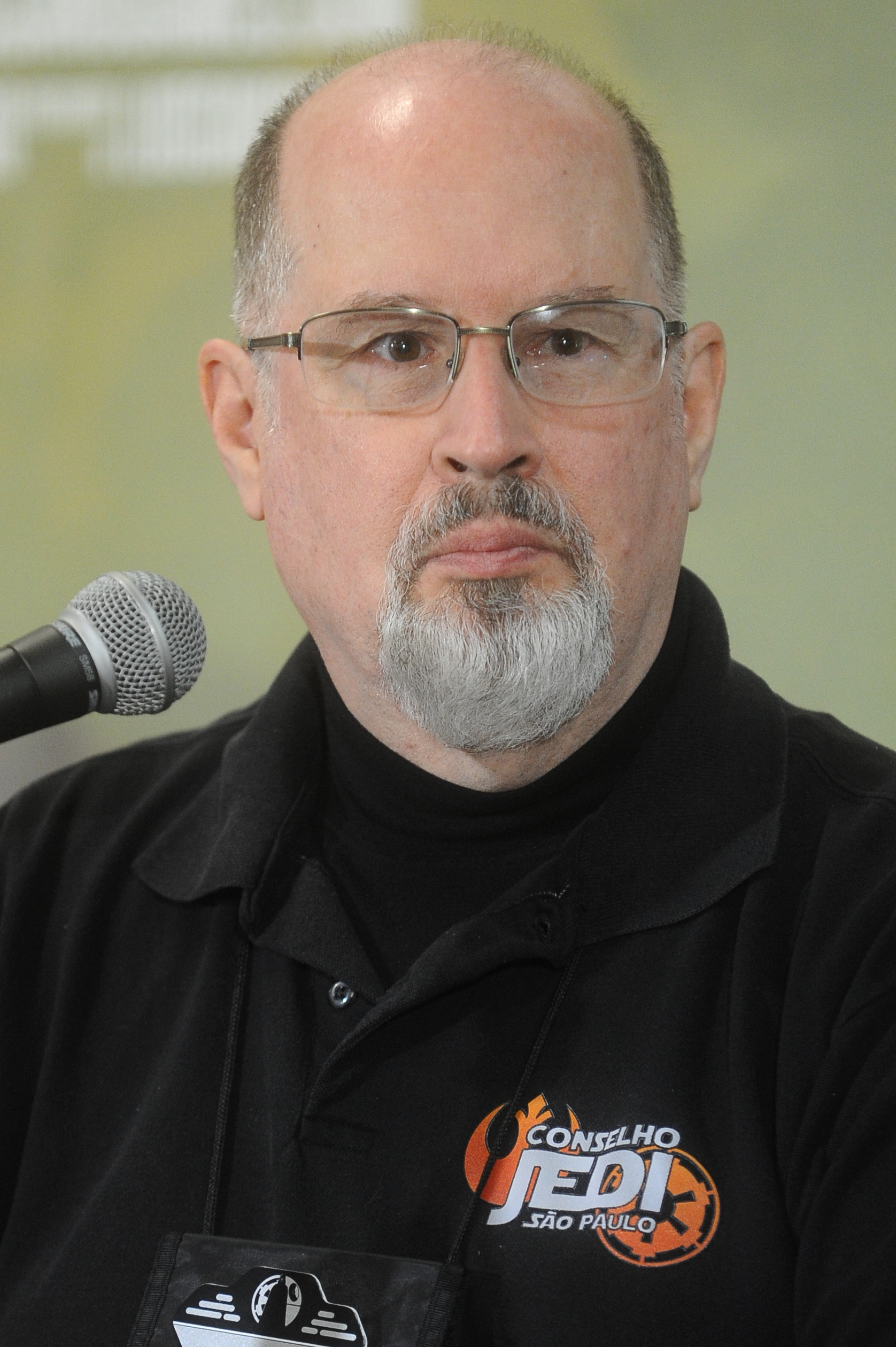
Timothy Zahn (2017)

Timothy Zahn (* 1. September 1951 in Chicago) ist ein amerikanischer Science-Fiction-Autor, der durch seine Star-Wars-Romane bekannt wurde.

## Leben und Werk
Timothy Zahn besuchte die Michigan State University, die er 1973 mit einem Bachelor of Science in Physik abschloss. Danach besuchte er die University of Illinois, wo er 1975 seinen Master machte. Seine Promotion in Physik schloss er jedoch wegen einer Erkrankung seines Doktorvaters nie ab. Heute lebt er mit seiner Frau im US-Bundesstaat Oregon.
Seine schriftstellerische Laufbahn begann Zahn 1978 zunächst als Hobbyautor von Science-Fiction-Geschichten. Bereits 1984 wurde er für seine Novelle Cascade Point mit dem renommierten Hugo Award ausgezeichnet.
International bekannt wurde Zahn vor allem durch seine Juni 1991 bis 1993 erschienene Thrawn-Trilogie, eine Reihe von Star-Wars-Romanen, die mehrere Jahre nach den Ereignissen von Die Rückkehr der Jedi-Ritter spielen. Mit der Figur des Großadmiral Thrawn prägte er das sogenannte Erweiterte Universum entscheidend mit. Die Popularität dieser Werke führte zu einer Vielzahl weiterer Romane und Kurzgeschichten innerhalb des Star-Wars-Universums, unter anderem von Autoren wie Kevin J. Anderson und Michael A. Stackpole. 1997/98 folgte die Hand-von-Thrawn-Dilogie (Specter of the Past, Vision of the Future), die die Ereignisse um Thrawn und die Neue Republik weiterentwickelte. Ergänzt wurde dieses Werk durch mehrere Einzelromane, die Thrawns Herkunft, seine Zeit vor dem Galaktischen Imperium und seine Beziehung zu anderen Schlüsselfiguren wie Mara Jade beleuchten.
Ab 2017 veröffentlichte Zahn erneut eine Trilogie um die Figur Thrawn. Sie erzählt die Vorgeschichte des Charakters, der im Rahmen der Serie Star Wars Rebels in den neuen Kanon wiedereingeführt wurde. In den Jahren 2020 bis 2021 erschien zudem die Thrawn Ascendancy-Trilogie, die die Geschichte Thrawns innerhalb der Chiss-Aszendenz und seiner Herkunftskultur thematisiert. Die Reihe gibt vertiefte Einblicke in die politischen und militärischen Strukturen der Chiss und beleuchtet Thrawns Aufstieg vor seinem Eintritt in das Imperium.
Neben seinen Arbeiten zu Star Wars verfasste Zahn zahlreiche eigenständige Science-Fiction-Werke, darunter die Conquerors-Trilogie, in der ein Krieg zwischen der Menschheit und einer technologisch überlegenen außerirdischen Spezies im Mittelpunkt steht.
Zahn wurde mehrfach mit dem Analog Readers Poll ausgezeichnet, unter anderem für Pawn’s Gambit (1983), Spinneret (1986) und Starsong (1998).

## Bibliographie

### Star Wars

#### Die Thrawn-Trilogie
Alle übersetzt von Thomas Ziegler.
- Heir to the Empire, Bantam Spectra 1991, ISBN 0-553-07327-3
  - Erben des Imperiums, Goldmann 1992, ISBN 3-442-41334-6
- Dark Force Rising, Bantam Spectra 1992, ISBN 0-553-08574-3
  - Die dunkle Seite der Macht, Goldmann 1993, ISBN 3-442-42183-7
- The Last Command, Bantam Spectra 1993, ISBN 0-553-09186-7
  - Das letzte Kommando, Goldmann 1993, ISBN 3-442-42415-1

#### Die Hand von Thrawn / The Hand of Thrawn
Alle übersetzt von Ralf Schmitz.
- Specter of the Past, Bantam Spectra 1997, ISBN 0-553-09542-0
  - Schatten der Vergangenheit, Heyne 2000, ISBN 3-453-17153-5
- Vision of the Future, Bantam Spectra 1998, ISBN 0-553-10035-1
  - Blick in die Zukunft, Heyne 2000, ISBN 3-453-17154-3
  - Der Zorn des Admirals, Heyne 2000, ISBN 3-453-17778-9

#### Neue Thrawn-Trilogie
Alle übersetzt von Andreas Kasprzak.
- Thrawn, Del Rey 2017, ISBN 978-0-345-51127-0
  - Thrawn, Blanvalet 2018, ISBN 978-3-7341-6138-4
- Alliances, Del Rey 2018, ISBN 978-0-525-48048-8
  - Allianzen, Blanvalet 2019, ISBN 978-3-7341-6174-2
- Treason, Del Rey 2019, ISBN 978-1-984820-98-3
  - Verrat, Blanvalet 2020, ISBN 978-3-7341-6224-4

#### Thrawn — Der Aufstieg / Thrawn Ascendancy
Alle übersetzt von Andreas Kasprzak
- Chaos Rising, Del Rey 2020, ISBN 978-1-5291-2459-0
  - Drohendes Unheil, Blanvalet 2023, ISBN 978-3-7341-6288-6
- Greater Good, Del Rey 2021, ISBN 978-0-593-15829-6
  - Verborgener Feind, Blanvalet 2023, ISBN 978-3-7341-6319-7
- Lesser Evil, Del Rey 2021, ISBN 978-0-593-49698-5
  - Teurer Sieg, Blanvalet 2023, ISBN 978-3-7341-6329-6

#### Weitere Star-Wars-Romane
- Mara Jade: By the Emperor’s Hand, 1998–1999 in 6 Teilen (graphic novel mit Michael A. Stackpole)
  - Mara Jade: die Hand des Imperators, Panini 2018, Übersetzer Michael Nagula, ISBN 978-3-7416-0554-3
- Survivor’s Quest, Del Rey / Ballantine 2004, ISBN 0-345-45916-4
  - Die Verschollenen, Blanvalet 2007, Übersetzerin Regina Winter, ISBN 978-3-442-36740-5
- Outbound Flight, Del Rey / Ballantine 2006, ISBN 0-345-45683-1
  - Die Kundschafter, Blanvalet 2008, Übersetzer Michael Nagula, ISBN 978-3-442-36898-3
- Allegiance, Del Rey / Ballantine 2007, ISBN 978-0-345-47738-5
  - Treueschwur, Blanvalet 2008, Übersetzer Andreas Kasprzak, ISBN 978-3-442-36980-5
- Choices of One, Del Rey / Ballantine 2011, ISBN 978-0-345-51125-6
  - Einsame Entscheidungen, Blanvalet 2012, Übersetzer Andreas Kasprzak, ISBN 978-3-442-37954-5.
- Scoundrels, Del Rey / Ballantine 2013, ISBN 978-0-345-51150-8
  - Glücksritter, Blanvalet 2013, Übersetzer Andreas Kasprzak, ISBN 978-3-442-26957-0.

#### Star-Wars-Kurzgeschichten
- Sleight of Hand: The Tale of Mara Jade 1996, in: Tales from Jabba’s Palace
  - Taschenspielertricks: Die Geschichte von Mara Jade 1997, in: Palast der dunklen Sonnen
- First Contact 1997, in: Tales from the Empire
  - Erster Kontakt 2003, in: Flucht der Rebellen (In Star Wars Adventure Journal Vol.1/No.1 1994)
- Side Trip [Part One of Four] 1997, in: Tales from the Empire
  - Abstecher nach Corellia — 1. Teil 2003, in: Flucht der Rebellen
- Side Trip [Part Four of Four] 1997, in: Tales from the Empire
  - Abstecher nach Corellia — 4. Teil 2003, in: Flucht der Rebellen
- Jade Solitaire 1999, in: Tales from the New Republic
  - Solo für Jade 2004, in: Kampf um die Neue Republik
- Mist Encounter 1995, (In Star Wars Adventure Journal Vol.1/No.7 1995 / enthalten als Bonus in Outbound Flight)
- Ein gefährlicher Handel (E-Book / enthalten als Bonus in Die Verschollenen)
- Hammerstab (enthalten in Sturm über Tatooine)
- Zwischenspiel auf Darkknell (enthalten in Kampf um die Neue Republik)

### Eroberer / Conquerors
Alle übersetzt von Martin Gilbert.
- Conquerors’ Pride, Bantam Spectra 1994, ISBN 0-553-56892-2
  - Eroberer, Heyne 2009, ISBN 978-3-453-52505-4
- Conquerors’ Heritage, Bantam Books (UK) 1995, ISBN 0-553-40854-2
  - Die Rückkehr, Heyne 2009, ISBN 978-3-453-52567-2
- Conquerors’ Legacy, Bantam Spectra 1996, ISBN 0-553-57562-7
  - Die Rache, Heyne 2009, ISBN 978-3-453-52648-8

### Cobra Universum

#### Die Cobra-Dynastie / Cobra
Alle übersetzt von Caspar Holz.
- Cobra, Baen 1985, ISBN 0-671-55960-5
  - Die Verbannung, vgs 1997, ISBN 3-8025-2484-5
- Cobra Strike, Baen 1986, ISBN 0-671-65551-5
  - Siedler der Fünf Welten, vgs 1997, ISBN 3-8025-2498-5
- Cobra Bargain, Baen 1988, ISBN 0-671-65383-0
  - Planet der Abtrünnigen, Goldmann 1999, ISBN 3-442-25037-4

#### Cobra-War
- Cobra Alliance, Baen 2009, ISBN 978-1-4391-3306-4
- Cobra Guardian, Baen 2011, ISBN 978-1-61824-796-4
- Cobra Gamble, Baen 2012, ISBN 978-1-4516-3769-4

#### Cobra Rebellion
- Cobra Slave, Baen 2013, ISBN 978-1-62579-104-7
- Cobra Outlaw, Baen 2015, ISBN 978-1-62579-352-2
- Cobra Traitor, Baen 2018, ISBN 978-1-4814-8280-6

### Blackcollar
Alle übersetzt von Hilde Linnert.
- The Blackcollar, DAW Books 1983, ISBN 0-87997-843-0
  - Die Blackcollar-Elite, Heyne 1989, ISBN 3-453-03453-8
- The Backlash Mission, DAW Books 1986, ISBN
  - Die Backlash-Mission, Heyne 1989, ISBN 3-453-03454-6
- The Judas Solution, Baen 2006, ISBN 1-4165-2065-1
  - Die Judas-Variante, nur im Sammelband Blackcollar mit allen drei Bänden, Heyne 2008, ISBN 978-3-453-52361-6

### Dragonback
- Dragon and Thief, Tor 2003, ISBN 0-7653-0124-5
- Dragon and Soldier, Starscape 2004, ISBN 0-7653-0125-3
- Dragon and Slave, Starscape 2005, ISBN 0-7653-0126-1
- Dragon and Herdsman, Starscape 2006, ISBN 0-7653-1417-7
- Dragon and Judge, Starscape 2007, ISBN 978-0-7653-1418-5
- Dragon and Liberator, Starscape 2008, ISBN 978-0-7653-1419-2

### Quadrail
- Night Train to Rigel, Tor 2005, ISBN 0-7653-0716-2
- The Third Lynx, Tor 2007, ISBN 978-0-7653-1732-2
- Odd Girl Out, Tor 2008, ISBN 978-0-7653-1733-9
- The Domino Pattern, Tor 2009, ISBN 978-1-4299-7243-7
- Judgment at Proteus, Tor 2012, ISBN 978-0-7653-2213-5

### Der Aufstieg Manticores / Manticore Ascendant
Alle übersetzt von Ulf Ritgen.
- A Call to Duty, Baen 2014, ISBN 978-1-62579-313-3 (mit David Weber)
  - Im Namen der Ehre, Bastei Lübbe 2016, ISBN 978-3-404-20826-5
- A Call to Arms, Baen 2015, ISBN 978-1-62579-450-5 (mit David Weber und Thomas Pope)
  - Ruf zu den Waffen, Bastei Lübbe 2016, ISBN 978-3-404-20851-7
- A Call to Vengeance, Baen 2018, ISBN 978-1-4767-8210-2 (mit David Weber und Thomas Pope)
  - Zwischen den Fronten, Bastei Lübbe 2019, ISBN 978-3-404-20935-4

### Sibyl's War
- Pawn, Tor 2017, ISBN 978-0-7653-2966-0
- Knight, Tor 2019, ISBN 978-0-7653-2967-7
- Queen, Tor 2020, ISBN 978-0-7653-2968-4

### Weitere Romane
- A Coming of Age, Bluejay Books 1984, ISBN 0-312-94058-0
- 1985 Spinneret, Bluejay Books 1985, ISBN 0-312-94411-X
  - Astra, Heyne 1989, Übersetzerin Hilde Linnert, ISBN 3-453-03908-4
- Triplet, Baen Books 1987, ISBN 0-671-65341-5
- Deadman Switch, Baen 1988, ISBN 0-671-69784-6
  - Totmannschaltung, Heyne 1990, Übersetzerin Brigitte Gruss, ISBN 3-453-04460-6
- War Horse, Baen Books 1990, ISBN 0-671-69868-0
  - Kriegspferd, Heyne 1992, Übersetzerin Hilde Linnert, ISBN 3-453-05852-6
- The Icarus Hunt, Bantam Spectra 1999, ISBN 0-553-10702-X
  - Jagd auf Ikarus, Heyne 2010, Übersetzer Martin Gilbert, ISBN 978-3-453-52756-0
- Angelmass, Tor 2001, ISBN 0-312-87828-1
  - Engelssturz, Heyne 2011,  Übersetzer Martin Gilbert, ISBN 978-3-453-52856-7
- Manta’s Gift, Tor 2002, ISBN 0-312-87829-X
- The Green and the Gray, Tor 2004, ISBN 0-7653-0717-0
- Terminator Salvation: From the Ashes, Titan Books 2009, ISBN 978-1-84856-086-4
  - Terminator: Die Erlösung – Nach dem Feuer, Heyne 2009, Übersetzer Ralph Sander, ISBN 978-3-453-52647-1 (Prequel zu dem Film Terminator: Die Erlösung)
- Terminator: Trial by Fire, Titan Books 2010, ISBN 978-1-84856-088-8
- Soulminder, Open Road Integrated Media 2014, ISBN 978-1-4976-4620-9
- Starcraft: Evolution, Del Rey 2016, ISBN 978-0-425-28473-5

### Kurzgeschichtensammlungen
- Cascade Point and Other Stories, Bluejay Books 1986, ISBN 0-312-94041-6
- Time Bomb and Zahndry Others, Baen 1988, ISBN 0-671-65431-4
  - Zeitbombe, Heyne 1994, Übersetzerin Hilde Linnert, ISBN 3-453-07270-7
- Distant Friends and Others, Baen 1992, ISBN 0-671-72131-3
- Star Song and other Stories, Five Star 2002, ISBN 0-7862-4696-0
- Pawn’s Gambit and Other Stratagems, Open Road Integrated Media 2016, ISBN 978-1-5040-1622-3